# Anne Marie d'Hautefeuille
Anne Marie Caroline de Marguerye, comtesse d'Hautefeuille, née en 1786 à Paris et morte en 1861 à Neuilly-sur-Seine, est une femme de lettres et salonnière française.

## Biographie
Anne-Marie-Caroline de Marguerye naît le 28 août 1786 à Paris. Son père est guillotiné en 1794. Elle épouse en 1802 Eugène Texier d'Hautefeuille, futur maréchal de camp. Elle est membre de l'Académie des sciences, arts et belles-lettres de Caen. Elle s'élève contre la peine de mort et demande le droit au divorce pour les femmes. Elle décède en 1861. Elle est la belle-sœur de Anne Albe Cornélie de Beaurepaire de Hautefeuille ; ensemble elles écrivent Jeanne d'Arc sous le nom de plume Anna-Marie.

## Œuvre
- Jeanne d'Arc, 1841, Éditions Debécourt, Paris
- Fleurs de tristesse, 1853-1854, Éditions Caen, impr. de A. Hardel
- Malheur et sensibilité 1859, lire en ligne sur Gallica
- Souffrances, 1834, Éditions P. Baudouin, Paris
- Mélanges politiques et littéraires, 1849, Bayeux, impr. de L. Vérel
- Sur le divorce, Préface de "Malheur et sensibilité", brochée avec un titre spécial, 1859, Paris impr. de H. Plon